# Aulodrilus pluriseta
Aulodrilus pluriseta är en ringmaskart som först beskrevs av Piquet 1906.  Aulodrilus pluriseta ingår i släktet Aulodrilus och familjen glattmaskar. Arten är reproducerande i Sverige. Inga underarter finns listade i Catalogue of Life.